# Terebellidae
Terebellidae är en familj av ringmaskar. Terebellidae ingår i ordningen Terebellida, klassen havsborstmaskar, fylumet ringmaskar och riket djur. Enligt Catalogue of Life omfattar familjen Terebellidae 569 arter. 

## Bildgalleri

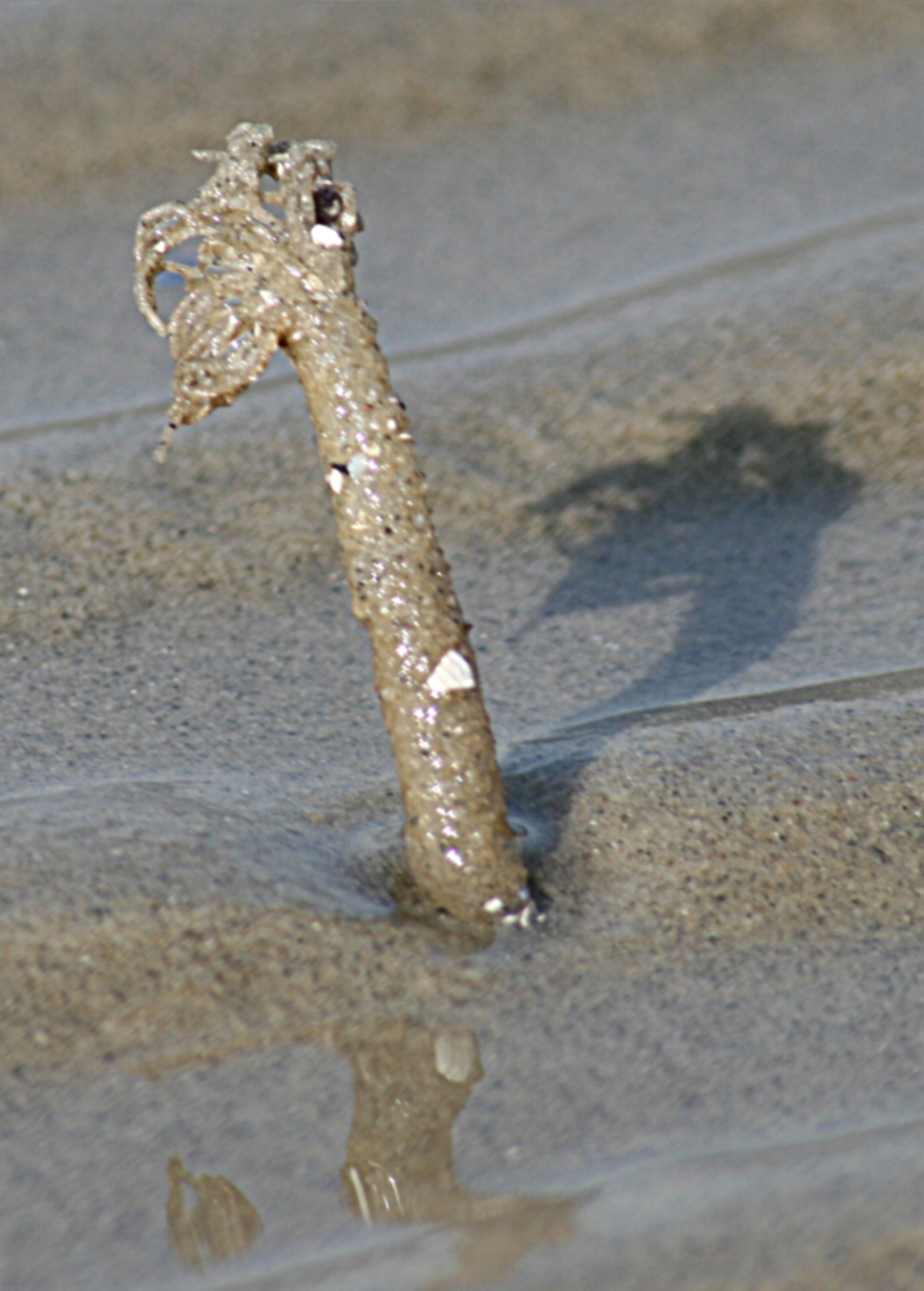

## Dottertaxa till Terebellidae, i alfabetisk ordning[1][2]
- Amaeana
- Amphiro
- Amphitrides
- Amphitrite
- Amphitritides
- Amphytrite
- Anisocirrus
- Arranooba
- Artacama
- Articulatia
- Axionice
- Baffinia
- Bathya
- Betapista
- Biremis
- Colymmatops
- Decathelepus
- Dendrobranchus
- Ehlersiella
- Enoplobranchus
- Ereutho
- Eupistella
- Eupolymnia
- Euthelepus
- Glossothelepus
- Hadrachaeta
- Hauchiella
- Heterophenacia
- Hutchingsiella
- Lanassa
- Lanice
- Lanicides
- Lanicola
- Laphania
- Leaena
- Leprea
- Litancyra
- Lobochesis
- Loimia
- Longicarpus
- Lysilla
- Melinella
- Morgana
- Naneva
- Neoamphitrite
- Neoleprea
- Neottis
- Nicolea
- Octobranchus
- Odysseus
- Opisthopista
- Paraeupolymnia
- Paralanice
- Paramphitrite
- Parathelepus
- Paraxionice
- Phisidia
- Pista
- Pistella
- Polycirrus
- Polymnia
- Polymniella
- Proclea
- Pseudoampharete
- Pseudopista
- Pseudoproclea
- Pseudostreblosoma
- Pseudothelepus
- Ramex
- Reteterebella
- Rhinothelepus
- Scione
- Scionella
- Scionides
- Spinosphaera
- Spiroverma
- Streblosoma
- Stschapovella
- Telothelepus
- Terebella
- Terebellanice
- Terebellides
- Terebellobranchia
- Thelepides
- Thelepus
- Trichobranchus
- Tyira
- Uncinochaeta